# Zelotes konarus
Zelotes konarus är en spindelart som beskrevs av Roewer 1961. Zelotes konarus ingår i släktet Zelotes och familjen plattbuksspindlar.
Artens utbredningsområde är Afghanistan. Inga underarter finns listade i Catalogue of Life.